# Temnothorax unifasciatus

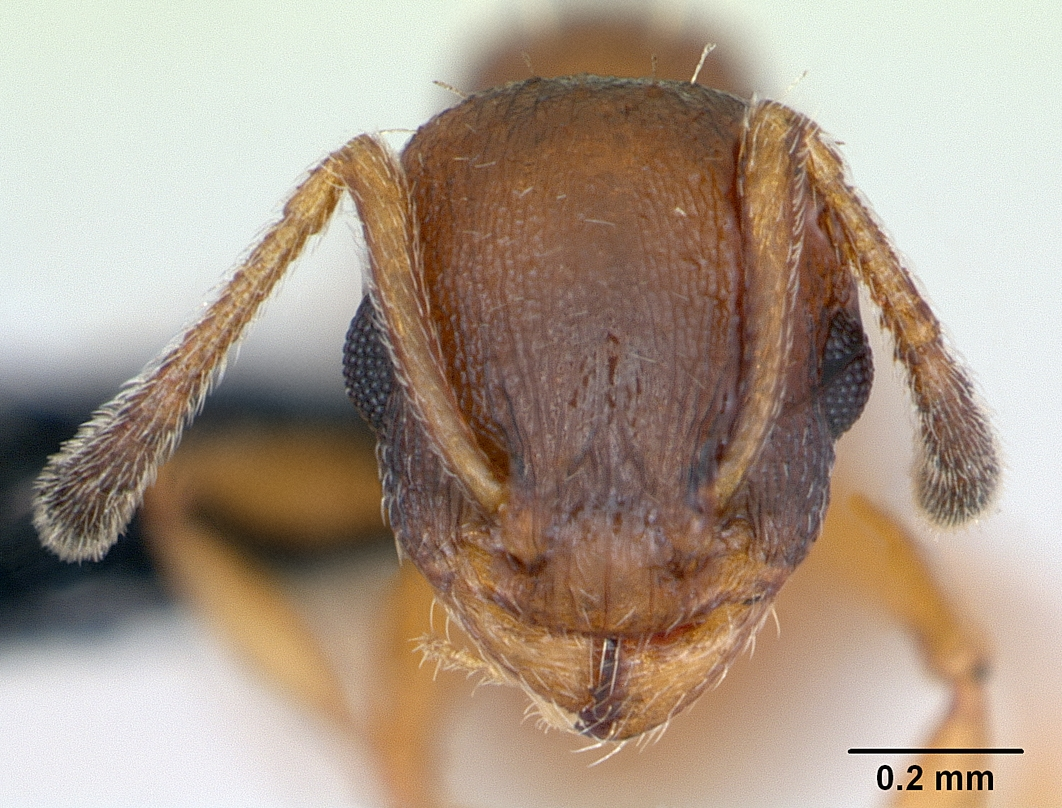
Голова рабочего муравья Temnothorax unifasciatus

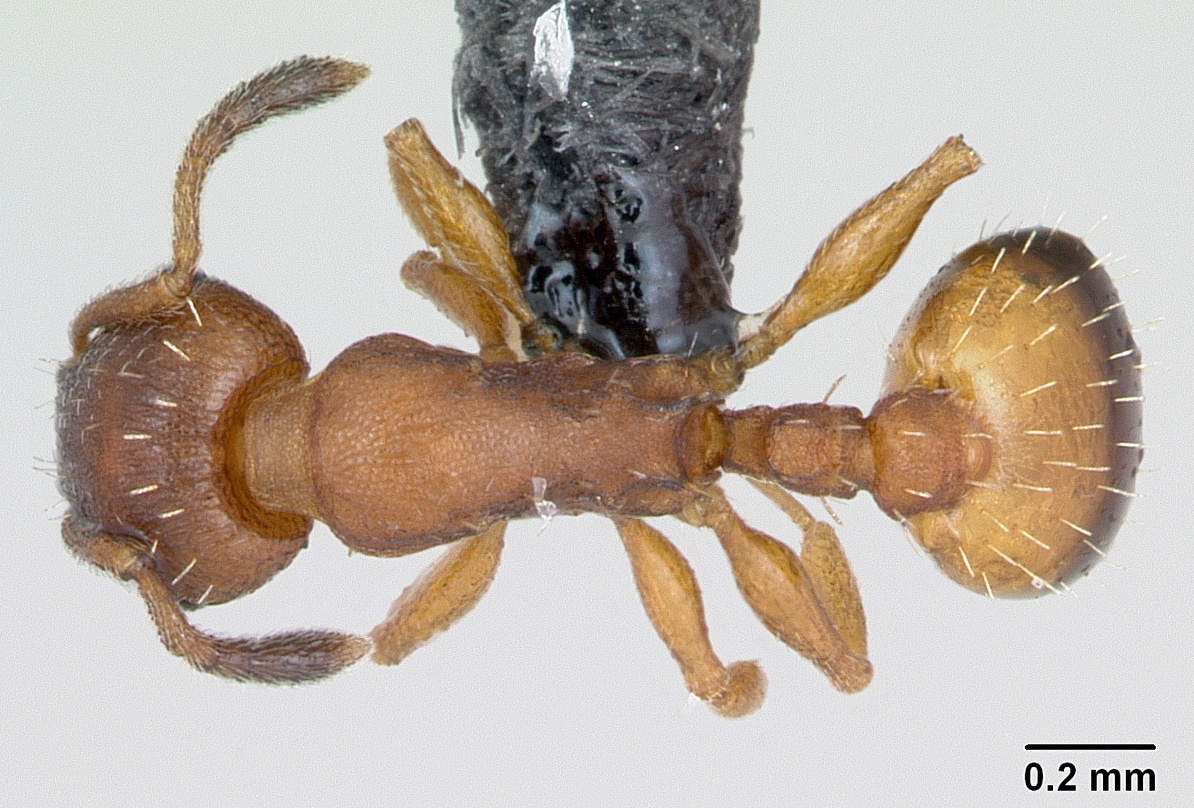
Вид сверху рабочего муравья Temnothorax unifasciatus

Temnothorax unifasciatus (лат.) — вид мелких по размеру муравьёв рода Temnothorax трибы Crematogastrini из подсемейства Myrmicinae семейства Formicidae.

## Распространение
Европа, от Португалии и Франции до Швеции, России, Украины, Армении и Грузии.

## Описание
Мелкие желтоватые муравьи (2—3 мм), голова темнее. Отличаются коричневой перевязью на первом тергите желтоватого брюшка.
Усики рабочих и самок 12-и члениковые (у самцов из 13 сегментов), булава 3-х члениковая. Скапус усика достигает затылочный край головы. Проподеальные шипики на заднегруди развиты, средней длины, заострённые, направлены назад и вверх, широкие в основании. Малочисленные семьи обитают в гнёздах, расположенных в подстилке и древесных остатках, иногда под камнями. Семьи включают более 200 рабочих муравьёв. Крылатые самки и самцы появляются в июле и августе.

## Систематика
Вид Temnothorax unifasciatus был впервые описан в 1798 году французским энтомологом Пьером Андре Латрейлем (Pierre André Latreille, 1762—1833) под первоначальным названием Formica unifasciata, с 1855 года в составе рода Leptothorax (полтора века упоминался как Leptothorax unifasciatus). В составе рода Temnothorax впервые обозначен в 2003 году (Bolton, 2003: 272).